# Маний Отацилий Красс
Ма́ний Отаци́лий Красс (лат. Manius Otacilius Crassus; III век до н. э.) — римский политический деятель из плебейского рода Отацилиев, консул 263 и 246 годов до н. э. Командовал римской армией во время Первой Пунической войны.

## Происхождение
Маний Отацилий принадлежал к плебейскому роду, происходившему из Беневента. В начале III века до н. э. Отацилии породнились с патрициями Фабиями и благодаря этому смогли перебраться в Рим, где вошли в состав нобилитета. Согласно Капитолийским фастам, отец и дед Мания носили преномены Гай и Маний соответственно; его младшим братом был консул 261 года до н. э. Тит Отацилий Красс.
Когномен Красс (Crassus) означает «толстый».

## Биография
Благодаря поддержке Фабиев Маний Отацилий первым из своего рода достиг высших магистратур. Он впервые упоминается в источниках в связи со своим первым консулатом в 263 году до н. э. Его коллегой по этой должности стал патриций Маний Валерий Максим Корвин.
Консулы совместно возглавили четыре легиона, двинувшиеся на Сицилию, чтобы продолжить начавшуюся там годом ранее войну против Сиракуз и Карфагена. Там они взяли штурмом город Гадраний, после чего большинство городов острова из страха перешло на их сторону без боя: Евтропий сообщает о 52 сдавшихся городах, Диодор Сицилийский — о 67. Подробности боевых действий неизвестны, как и то, какую роль в них сыграл каждый из консулов. Тот факт, что Маний Валерий получил по возвращении в Рим право на триумф и почётный агномен Мессала, указывает на то, что его заслуги были больше.
Царь Сиракуз Гиерон II предложил консулам мир и союз, и те согласились, так как римская армия для продолжения войны с Карфагеном нуждалась в базе снабжения. По условиям мирного договора Сиракузы освобождали пленных и выплачивали 100 или 200 талантов серебра. Заключив этот союз, сохранявшийся почти 50 лет и существенно усиливший Рим в его противостоянии Карфагену (в историографии существует даже мнение, что этот договор предрешил исход всей войны), консулы вернулись в Италию.
Маний Отацилий был в Риме уже к началу выборов на следующий год и руководил процессом голосования. Ф. Мюнцер предполагает, что новые консулы действовали в его интересах и, в частности, обеспечили избрание на высшую должность его брата Тита и сородича его коллеги Луция Валерия Флакка. В 246 году до н. э. Маний сам стал консулом — уже во второй раз; его коллегой стал патриций Марк Фабий Лицин. В предыдущем и следующем году тоже было по Фабию-консулу. Отсюда Мюнцер делает вывод, что существовал тесный союз Фабиев и Отацилиев. Война с Карфагеном в это время всё ещё продолжалась, и консулы вели на Сицилии позиционную войну против Гамилькара Барки. Какие-либо подробности этих боевых действий неизвестны.